# Alpiner Skiweltcup 2011/12
Die Saison 2011/12 des von der FIS veranstalteten Alpinen Skiweltcups begann am 22. Oktober 2011 auf dem Rettenbachferner in Sölden und endete am 18. März 2012 anlässlich des Weltcup-Finales in Schladming.
Bei den Herren waren 44 Rennen geplant (11 Abfahrten, 8 Super-G, 9 Riesenslaloms, 11 Slaloms, 3 Super-Kombinationen, 2 Parallelslaloms), hinzu kam eine klassische Kombinationswertung. Bei den Damen sollten 40 Rennen ausgetragen werden (9 Abfahrten, 7 Super-G, 9 Riesenslaloms, 10 Slaloms, 3 Super-Kombinationen, 2 Parallelslaloms).
Die Parallelslaloms wurden unter der Bezeichnung City Event ausgetragen. Die Ergebnisse zählten für den Gesamtweltcup, jedoch nicht für eine Disziplinenwertung. Nach der erfolgreichen Weltcup-Premiere des City Events im Vorjahr sollten in dieser Saison erstmals zwei solcher Rennen veranstaltet werden, witterungsbedingt musste jedoch der City Event am Neujahrstag in München abgesagt werden. Beim Weltcupfinale stand wie in den vergangenen Jahren ein Mannschaftswettbewerb auf dem Programm.

## Weltcupwertungen

### Gesamt
| Rang | Name                  | Punkte |
| ---- | --------------------- | ------ |
| 01.  | Marcel Hirscher       | 1355   |
| 02.  | Beat Feuz             | 1330   |
| 03.  | Aksel Lund Svindal    | 1131   |
| 04.  | Ivica Kostelić        | 1064   |
| 05.  | Hannes Reichelt       | 1024   |
| 06.  | Didier Cuche          | 0982   |
| 07.  | Klaus Kröll           | 0909   |
| 08.  | Kjetil Jansrud        | 0855   |
| 09.  | Ted Ligety            | 0853   |
| 10.  | Alexis Pinturault     | 0845   |
| 11.  | André Myhrer          | 0781   |
| 12.  | Benjamin Raich        | 0771   |
| 13.  | Romed Baumann         | 0758   |
| 14.  | Adrien Théaux         | 0628   |
| 15.  | Bode Miller           | 0612   |
| 16.  | Jan Hudec             | 0548   |
| 17.  | Christof Innerhofer   | 0540   |
| 18.  | Didier Défago         | 0538   |
| 19.  | Erik Guay             | 0537   |
| 20.  | Fritz Dopfer          | 0518   |
| 21.  | Joachim Puchner       | 0506   |
| 22.  | Felix Neureuther      | 0485   |
| 23.  | Cristian Deville      | 0465   |
| 24.  | Carlo Janka           | 0451   |
| 25.  | Stefano Gross         | 0427   |
| 26.  | Massimiliano Blardone | 0408   |
| 27.  | Steve Missillier      | 0402   |
| 28.  | Mario Matt            | 0372   |
| 29.  | Johan Clarey          | 0334   |
| 30.  | Philipp Schörghofer   | 0316   |
| 31.  | Dominik Paris         | 0294   |
| 32.  | Max Franz             | 0290   |
| 33.  | Silvan Zurbriggen     | 0280   |
| 34.  | Jean-Baptiste Grange  | 0275   |
| 35.  | Peter Fill            | 0269   |
| 36.  | Jens Byggmark         | 0242   |
| 37.  | Yannick Bertrand      | 0241   |
| 38.  | Andreas Romar         | 0240   |
| 39.  | Mattias Hargin        | 0234   |
| 39.  | Manfred Pranger       | 0234   |
| 41.  | Manfred Mölgg         | 0222   |
| 42.  | Cyprien Richard       | 0216   |
| 42.  | Benjamin Thomsen      | 0216   |
| 44.  | Patrick Küng          | 0213   |
| 45.  | Davide Simoncelli     | 0208   |
| 46.  | Matteo Marsaglia      | 0205   |
| 47.  | Giuliano Razzoli      | 0204   |
| 48.  | Thomas Fanara         | 0202   |
| 48.  | Mitja Valenčič        | 0202   |
| 50.  | Matthias Mayer        | 0201   |
| 51.  | Patrick Thaler        | 0192   |

| Rang | Name                          | Punkte |
| ---- | ----------------------------- | ------ |
| 52.  | Georg Streitberger            | 189    |
| 53.  | Andrej Šporn                  | 168    |
| 54.  | Marcel Mathis                 | 166    |
| 55.  | Nolan Kasper                  | 162    |
| 56.  | Naoki Yuasa                   | 154    |
| 57.  | Sandro Viletta                | 146    |
| 58.  | Marcus Sandell                | 143    |
| 59.  | Michael Janyk                 | 140    |
| 60.  | Thomas Mermillod Blondin      | 135    |
| 61.  | Markus Larsson                | 127    |
| 62.  | Stephan Keppler               | 126    |
| 63.  | Axel Bäck                     | 124    |
| 64.  | Marc Gisin                    | 114    |
| 65.  | Matts Olsson                  | 111    |
| 66.  | Reinfried Herbst              | 108    |
| 67.  | Natko Zrnčić-Dim              | 107    |
| 68.  | Giovanni Borsotti             | 101    |
| 68.  | Hans Olsson                   | 101    |
| 70.  | Wolfgang Hörl                 | 100    |
| 71.  | Siegmar Klotz                 | 098    |
| 71.  | Brad Spence                   | 098    |
| 73.  | Truls Ove Karlsen             | 096    |
| 74.  | Tommy Ford                    | 086    |
| 75.  | David Poisson                 | 085    |
| 76.  | Guillermo Fayed               | 084    |
| 77.  | Kryštof Krýzl                 | 083    |
| 78.  | Robbie Dixon                  | 075    |
| 78.  | Tim Jitloff                   | 075    |
| 80.  | Gauthier de Tessières         | 072    |
| 80.  | Andreas Sander                | 072    |
| 82.  | Lars Elton Myhre              | 071    |
| 83.  | Andrew Weibrecht              | 067    |
| 84.  | Sébastien Pichot              | 064    |
| 84.  | Markus Vogel                  | 064    |
| 86.  | Jean-Philippe Roy             | 062    |
| 87.  | Christoph Dreier              | 061    |
| 88.  | Travis Ganong                 | 059    |
| 89.  | Mario Scheiber                | 055    |
| 90.  | Erik Fisher                   | 054    |
| 90.  | Ambrosi Hoffmann              | 054    |
| 92.  | Mattia Casse                  | 052    |
| 93.  | Will Brandenburg              | 049    |
| 93.  | Reto Schmidiger               | 049    |
| 93.  | Björn Sieber                  | 049    |
| 93.  | Marco Sullivan                | 049    |
| 97.  | Werner Heel                   | 045    |
| 97.  | Leif Kristian Nestvold-Haugen | 045    |
| 97.  | Tobias Stechert               | 045    |
| 100. | Alexander Choroschilow        | 043    |
| 101. | Bernhard Graf                 | 039    |

| Rang | Name                           | Punkte |
| ---- | ------------------------------ | ------ |
| 102. | Florian Eisath                 | 038    |
| 103. | Jimmy Cochran                  | 036    |
| 103. | Tobias Grünenfelder            | 036    |
| 105. | Maxime Tissot                  | 035    |
| 106. | Marc Berthod                   | 032    |
| 107. | Julien Cousineau               | 030    |
| 108. | Gašper Markič                  | 027    |
| 109. | Nikola Tschongarow             | 023    |
| 110. | Manuel Kramer                  | 022    |
| 110. | Rok Perko                      | 022    |
| 112. | Philipp Schmid                 | 019    |
| 113. | Vitus Lüönd                    | 018    |
| 113. | Rainer Schönfelder             | 018    |
| 113. | Filip Trejbal                  | 018    |
| 116. | Janez Jazbec                   | 017    |
| 117. | Gabriel Rivas                  | 015    |
| 118. | Alexandre Bouillot             | 012    |
| 118. | Brice Roger                    | 012    |
| 120. | Thomas Frey                    | 011    |
| 120. | Jeffrey Frisch                 | 011    |
| 120. | Truls Johansen                 | 011    |
| 123. | Marc Digruber                  | 010    |
| 123. | Roberto Nani                   | 010    |
| 125. | Florian Scheiber               | 009    |
| 126. | Mathieu Faivre                 | 008    |
| 126. | Michael Gufler                 | 008    |
| 126. | Jonathan Nordbotten            | 008    |
| 126. | Alexander Ploner               | 008    |
| 126. | Martin Vráblík                 | 008    |
| 131. | Ryan Cochran-Siegle            | 007    |
| 131. | Colby Granstrom                | 007    |
| 131. | Hagen Patscheider              | 007    |
| 131. | Matic Skube                    | 007    |
| 135. | Juryj Danilatschkin            | 006    |
| 135. | Boštjan Kline                  | 006    |
| 135. | Conrad Pridy                   | 006    |
| 138. | Maciej Bydliński               | 005    |
| 138. | Patrik Järbyn                  | 005    |
| 138. | Anton Lahdenperä               | 005    |
| 138. | Cristian Javier Simari Birkner | 005    |
| 138. | Thomas Tumler                  | 005    |
| 143. | Frederic Berthold              | 004    |
| 143. | Trevor Philp                   | 004    |
| 145. | Georgi Georgiew                | 003    |
| 145. | Dalibor Šamšal                 | 003    |
| 147. | Stefan Luitz                   | 002    |
| 147. | Wiley Maple                    | 002    |
| 147. | Tin Široki                     | 002    |
| 150. | Thomas Biesemeyer              | 001    |
| 150. | Markus Dürager                 | 001    |

| Rang | Name                    | Punkte |
| ---- | ----------------------- | ------ |
| 01.  | Lindsey Vonn            | 1980   |
| 02.  | Tina Maze               | 1402   |
| 03.  | Maria Höfl-Riesch       | 1227   |
| 04.  | Julia Mancuso           | 1020   |
| 05.  | Anna Fenninger          | 0994   |
| 06.  | Elisabeth Görgl         | 0987   |
| 07.  | Viktoria Rebensburg     | 0947   |
| 08.  | Marlies Schild          | 0925   |
| 09.  | Tina Weirather          | 0674   |
| 10.  | Michaela Kirchgasser    | 0636   |
| 11.  | Tessa Worley            | 0589   |
| 12.  | Kathrin Zettel          | 0585   |
| 13.  | Tanja Poutiainen        | 0477   |
| 14.  | Lara Gut                | 0457   |
| 15.  | Daniela Merighetti      | 0407   |
| 16.  | Irene Curtoni           | 0396   |
| 17.  | Veronika Zuzulová       | 0390   |
| 18.  | Jessica Lindell-Vikarby | 0389   |
| 18.  | Fabienne Suter          | 0389   |
| 20.  | Federica Brignone       | 0381   |
| 21.  | Marie-Michèle Gagnon    | 0373   |
| 22.  | Nicole Hosp             | 0367   |
| 23.  | Marion Rolland          | 0365   |
| 24.  | Therese Borssén         | 0299   |
| 25.  | Dominique Gisin         | 0297   |
| 25.  | Frida Hansdotter        | 0297   |
| 27.  | Johanna Schnarf         | 0292   |
| 28.  | Lena Dürr               | 0291   |
| 29.  | Marie Marchand-Arvier   | 0285   |
| 29.  | Manuela Mölgg           | 0285   |
| 31.  | Andrea Fischbacher      | 0284   |
| 32.  | Anja Pärson             | 0260   |
| 33.  | Maria Pietilä Holmner   | 0234   |
| 34.  | Nastasia Noens          | 0226   |
| 35.  | Stefanie Köhle          | 0219   |
| 36.  | Elena Fanchini          | 0215   |
| 37.  | Fränzi Aufdenblatten    | 0213   |
| 38.  | Leanne Smith            | 0205   |
| 39.  | Taïna Barioz            | 0202   |

| Rang | Name                    | Punkte |
| ---- | ----------------------- | ------ |
| 40.  | Elena Curtoni           | 200    |
| 41.  | Stacey Cook             | 180    |
| 42.  | Erin Mielzynski         | 173    |
| 43.  | Mikaela Shiffrin        | 168    |
| 44.  | Christina Geiger        | 167    |
| 45.  | Maruša Ferk             | 160    |
| 46.  | Emelie Wikström         | 159    |
| 47.  | Stefanie Moser          | 156    |
| 48.  | Anne-Sophie Barthet     | 150    |
| 49.  | Laurenne Ross           | 149    |
| 50.  | Lotte Smiseth Sejersted | 148    |
| 51.  | Veronique Hronek        | 145    |
| 52.  | Nadja Kamer             | 140    |
| 53.  | Denise Karbon           | 136    |
| 54.  | Martina Schild          | 135    |
| 55.  | Anna Swenn-Larsson      | 133    |
| 56.  | Denise Feierabend       | 132    |
| 57.  | Resi Stiegler           | 128    |
| 58.  | Anémone Marmottan       | 127    |
| 59.  | Eva-Maria Brem          | 124    |
| 60.  | Lisa Magdalena Agerer   | 114    |
| 61.  | Alice McKennis          | 105    |
| 61.  | Marion Pellissier       | 105    |
| 63.  | Carolina Ruiz Castillo  | 097    |
| 64.  | Verena Stuffer          | 096    |
| 65.  | Aurélie Revillet        | 092    |
| 66.  | Francesca Marsaglia     | 089    |
| 67.  | Wendy Holdener          | 084    |
| 68.  | Carmen Thalmann         | 081    |
| 69.  | Giulia Gianesini        | 077    |
| 70.  | Šárka Záhrobská         | 075    |
| 71.  | Marion Bertrand         | 072    |
| 72.  | Camilla Borsotti        | 071    |
| 73.  | Lucia Recchia           | 070    |
| 74.  | Bernadette Schild       | 068    |
| 75.  | Regina Mader            | 067    |
| 76.  | Nadia Fanchini          | 064    |
| 77.  | Alexandra Daum          | 061    |
| 078. | Fanny Chmelar           | 059    |

| Rang | Name                   | Punkte |
| ---- | ---------------------- | ------ |
| 079. | Sandrine Aubert        | 57     |
| 079. | Anna Goodman           | 57     |
| 081. | Ilka Štuhec            | 56     |
| 082. | Mariella Voglreiter    | 51     |
| 083. | Margret Altacher       | 45     |
| 084. | Sabrina Fanchini       | 43     |
| 085. | Ana Drev               | 33     |
| 086. | Marie-Pier Préfontaine | 32     |
| 087. | Nicole Schmidhofer     | 32     |
| 088. | Nicole Gius            | 28     |
| 089. | Jessica Depauli        | 27     |
| 090. | Kajsa Kling            | 26     |
| 091. | Nathalie Eklund        | 24     |
| 092. | Laurie Mougel          | 24     |
| 093. | Katharina Dürr         | 23     |
| 093. | Barbara Wirth          | 23     |
| 095. | Chiara Costazza        | 22     |
| 096. | Marine Gauthier        | 19     |
| 097. | Marina Nigg            | 17     |
| 098. | Claire Dautherives     | 16     |
| 099. | Emiko Kiyosawa         | 15     |
| 099. | Mirena Küng            | 15     |
| 099. | Anna Sorokina          | 15     |
| 102. | Sara Hector            | 14     |
| 103. | Mateja Robnik          | 12     |
| 104. | Veronika Staber        | 12     |
| 105. | Nina Perner            | 10     |
| 106. | Julia Ford             | 09     |
| 107. | Marianne Abderhalden   | 08     |
| 107. | Alexandra Coletti      | 08     |
| 107. | Sarah Schleper         |        |
| 107. | Elli Terwiel           |        |
| 111. | Barbara Kantorová      | 07     |
| 112. | Margot Bailet          | 06     |
| 112. | Monica Hübner          | 06     |
| 114. | Chelsea Marshall       | 05     |
| 115. | Edit Miklós            | 01     |
| 115. | Priska Nufer           | 01     |

### Abfahrt
| Rang | Athlet              | Punkte |
| ---- | ------------------- | ------ |
| 1    | Klaus Kröll         | 605    |
| 2    | Beat Feuz           | 598    |
| 3    | Didier Cuche        | 521    |
| 4    | Hannes Reichelt     | 396    |
| 5    | Bode Miller         | 383    |
| 6    | Aksel Lund Svindal  | 370    |
| 7    | Erik Guay           | 363    |
| 8    | Romed Baumann       | 356    |
| 9    | Jan Hudec           | 284    |
| 10   | Johan Clarey        | 283    |
| 11   | Adrien Théaux       | 279    |
| 12   | Joachim Puchner     | 270    |
| 13   | Didier Défago       | 239    |
| 14   | Dominik Paris       | 230    |
| 15   | Benjamin Thomsen    | 212    |
| 16   | Christof Innerhofer | 203    |
| 17   | Carlo Janka         | 191    |
| 18   | Yannick Bertrand    | 185    |
| 19   | Kjetil Jansrud      | 178    |
| 20   | Patrick Küng        | 171    |
| 21   | Andrej Šporn        | 155    |
| 22   | Peter Fill          | 146    |
| 23   | Marc Gisin          | 114    |
| 24   | Max Franz           | 94     |
| 25   | Georg Streitberger  | 91     |

| Rang | Athletin              | Punkte |
| ---- | --------------------- | ------ |
| 1    | Lindsey Vonn          | 690    |
| 2    | Tina Weirather        | 400    |
| 3    | Elisabeth Görgl       | 384    |
| 4    | Maria Höfl-Riesch     | 379    |
| 5    | Julia Mancuso         | 277    |
| 6    | Marion Rolland        | 244    |
| 7    | Daniela Merighetti    | 243    |
| 8    | Marie Marchand-Arvier | 214    |
| 9    | Tina Maze             | 210    |
| 10   | Stacey Cook           | 172    |
| 11   | Viktoria Rebensburg   | 165    |
| 12   | Dominique Gisin       | 160    |
| 13   | Elena Fanchini        | 154    |
| 14   | Johanna Schnarf       | 140    |
| 15   | Nadja Kamer           | 134    |
| 16   | Fabienne Suter        | 132    |
| 17   | Andrea Fischbacher    | 120    |
| 18   | Lara Gut              | 113    |
| 19   | Anna Fenninger        | 107    |
| 20   | Alice McKennis        | 105    |
| 21   | Aurélie Revillet      | 92     |
| 22   | Laurenne Ross         | 91     |
| 23   | Maruša Ferk           | 88     |
| 24   | Fränzi Aufdenblatten  | 78     |
| 25   | Leanne Smith          | 68     |

### Super-G
| Rang | Athlet              | Punkte |
| ---- | ------------------- | ------ |
| 1    | Aksel Lund Svindal  | 413    |
| 2    | Didier Cuche        | 400    |
| 3    | Beat Feuz           | 368    |
| 4    | Kjetil Jansrud      | 342    |
| 5    | Klaus Kröll         | 304    |
| 6    | Jan Hudec           | 264    |
| 7    | Benjamin Raich      | 254    |
| 8    | Hannes Reichelt     | 241    |
| 9    | Adrien Théaux       | 219    |
| 10   | Christof Innerhofer | 211    |
| 11   | Joachim Puchner     | 204    |
| 12   | Erik Guay           | 174    |
| 13   | Matthias Mayer      | 171    |
| 14   | Max Franz           | 156    |
| 15   | Andreas Romar       | 139    |
| 16   | Bode Miller         | 119    |
| 16   | Matteo Marsaglia    | 119    |
| 18   | Sandro Viletta      | 118    |
| 19   | Didier Défago       | 114    |
| 20   | Georg Streitberger  | 98     |
| 21   | Romed Baumann       | 86     |
| 22   | Alexis Pinturault   | 84     |
| 23   | Silvan Zurbriggen   | 71     |
| 24   | Andrew Weibrecht    | 67     |
| 25   | Peter Fill          | 65     |

| Rang | Athletin                | Punkte |
| ---- | ----------------------- | ------ |
| 1    | Lindsey Vonn            | 453    |
| 2    | Julia Mancuso           | 381    |
| 3    | Anna Fenninger          | 369    |
| 4    | Tina Maze               | 257    |
| 5    | Fabienne Suter          | 226    |
| 6    | Maria Höfl-Riesch       | 225    |
| 7    | Tina Weirather          | 213    |
| 8    | Lara Gut                | 207    |
| 9    | Elisabeth Görgl         | 205    |
| 10   | Jessica Lindell-Vikarby | 166    |
| 11   | Elena Curtoni           | 151    |
| 12   | Daniela Merighetti      | 135    |
| 12   | Fränzi Aufdenblatten    | 135    |
| 12   | Martina Schild          | 135    |
| 15   | Andrea Fischbacher      | 130    |
| 16   | Leanne Smith            | 124    |
| 17   | Marion Rolland          | 121    |
| 18   | Johanna Schnarf         | 120    |
| 19   | Viktoria Rebensburg     | 117    |
| 20   | Nicole Hosp             | 116    |
| 21   | Anja Pärson             | 108    |
| 22   | Dominique Gisin         | 84     |
| 22   | Veronique Hronek        | 84     |
| 24   | Stefanie Moser          | 83     |
| 25   | Marie Marchand-Arvier   | 68     |

### Riesenslalom
| Rang | Athlet                | Punkte |
| ---- | --------------------- | ------ |
| 1    | Marcel Hirscher       | 705    |
| 2    | Ted Ligety            | 513    |
| 3    | Massimiliano Blardone | 408    |
| 4    | Alexis Pinturault     | 364    |
| 5    | Hannes Reichelt       | 337    |
| 6    | Philipp Schörghofer   | 278    |
| 7    | Fritz Dopfer          | 231    |
| 8    | Cyprien Richard       | 216    |
| 9    | Kjetil Jansrud        | 212    |
| 10   | Davide Simoncelli     | 208    |
| 11   | Aksel Lund Svindal    | 205    |
| 12   | Thomas Fanara         | 202    |
| 13   | Benjamin Raich        | 180    |
| 14   | Steve Missillier      | 167    |
| 15   | Marcel Mathis         | 166    |
| 16   | Carlo Janka           | 147    |
| 17   | Didier Défago         | 145    |
| 17   | Jean-Baptiste Grange  | 145    |
| 19   | Marcus Sandell        | 143    |
| 20   | Manfred Mölgg         | 116    |
| 21   | Matts Olsson          | 111    |
| 22   | Romed Baumann         | 107    |
| 23   | Ivica Kostelić        | 104    |
| 24   | Giovanni Borsotti     | 101    |
| 25   | Truls Ove Karlsen     | 96     |

| Rang | Athletin                | Punkte |
| ---- | ----------------------- | ------ |
| 1    | Viktoria Rebensburg     | 650    |
| 2    | Lindsey Vonn            | 455    |
| 3    | Tessa Worley            | 446    |
| 4    | Anna Fenninger          | 442    |
| 5    | Tina Maze               | 367    |
| 6    | Federica Brignone       | 340    |
| 7    | Elisabeth Görgl         | 333    |
| 8    | Irene Curtoni           | 236    |
| 9    | Julia Mancuso           | 233    |
| 10   | Jessica Lindell-Vikarby | 223    |
| 11   | Stefanie Köhle          | 181    |
| 12   | Taïna Barioz            | 160    |
| 13   | Tanja Poutiainen        | 143    |
| 14   | Denise Karbon           | 136    |
| 15   | Marlies Schild          | 135    |
| 16   | Maria Höfl-Riesch       | 133    |
| 17   | Lara Gut                | 128    |
| 18   | Anémone Marmottan       | 127    |
| 19   | Kathrin Zettel          | 115    |
| 20   | Eva-Maria Brem          | 108    |
| 21   | Michaela Kirchgasser    | 104    |
| 22   | Manuela Mölgg           | 101    |
| 23   | Lena Dürr               | 88     |
| 24   | Lisa Magdalena Agerer   | 86     |
| 25   | Giulia Gianesini        | 77     |

### Slalom
| Rang | Athlet               | Punkte |
| ---- | -------------------- | ------ |
| 1    | André Myhrer         | 644    |
| 2    | Ivica Kostelić       | 610    |
| 3    | Marcel Hirscher      | 560    |
| 4    | Cristian Deville     | 450    |
| 5    | Stefano Gross        | 412    |
| 6    | Felix Neureuther     | 377    |
| 7    | Mario Matt           | 342    |
| 8    | Fritz Dopfer         | 287    |
| 9    | Jens Byggmark        | 242    |
| 10   | Mattias Hargin       | 234    |
| 10   | Manfred Pranger      | 234    |
| 12   | Steve Missillier     | 205    |
| 13   | Giuliano Razzoli     | 204    |
| 14   | Mitja Valenčič       | 202    |
| 15   | Ted Ligety           | 193    |
| 16   | Benjamin Raich       | 192    |
| 16   | Patrick Thaler       | 192    |
| 18   | Alexis Pinturault    | 167    |
| 19   | Nolan Kasper         | 162    |
| 20   | Naoki Yuasa          | 154    |
| 21   | Michael Janyk        | 140    |
| 22   | Jean-Baptiste Grange | 130    |
| 23   | Markus Larsson       | 127    |
| 24   | Axel Bäck            | 124    |
| 25   | Reinfried Herbst     | 108    |

| Rang | Athletin              | Punkte |
| ---- | --------------------- | ------ |
| 1    | Marlies Schild        | 760    |
| 2    | Michaela Kirchgasser  | 452    |
| 3    | Tina Maze             | 413    |
| 4    | Veronika Zuzulová     | 377    |
| 5    | Kathrin Zettel        | 356    |
| 6    | Tanja Poutiainen      | 334    |
| 7    | Maria Höfl-Riesch     | 330    |
| 8    | Therese Borssén       | 299    |
| 9    | Frida Hansdotter      | 286    |
| 10   | Marie-Michèle Gagnon  | 248    |
| 11   | Nastasia Noens        | 226    |
| 12   | Lena Dürr             | 197    |
| 13   | Manuela Mölgg         | 184    |
| 14   | Maria Pietilä Holmner | 176    |
| 15   | Erin Mielzynski       | 173    |
| 16   | Christina Geiger      | 167    |
| 17   | Mikaela Shiffrin      | 163    |
| 18   | Irene Curtoni         | 160    |
| 19   | Emelie Wikström       | 159    |
| 20   | Lindsey Vonn          | 142    |
| 21   | Anna Swenn-Larsson    | 133    |
| 22   | Anne-Sophie Barthet   | 101    |
| 23   | Resi Stiegler         | 99     |
| 24   | Carmen Thalmann       | 81     |
| 25   | Šárka Záhrobská       | 75     |

### Kombination
| Rang | Athlet                   | Punkte |
| ---- | ------------------------ | ------ |
| 1    | Ivica Kostelić           | 336    |
| 2    | Beat Feuz                | 300    |
| 3    | Romed Baumann            | 159    |
| 4    | Alexis Pinturault        | 130    |
| 5    | Aksel Lund Svindal       | 128    |
| 6    | Silvan Zurbriggen        | 121    |
| 7    | Kjetil Jansrud           | 116    |
| 8    | Adrien Théaux            | 115    |
| 9    | Christof Innerhofer      | 108    |
| 10   | Natko Zrnčić-Dim         | 102    |
| 11   | Thomas Mermillod Blondin | 93     |
| 12   | Benjamin Raich           | 90     |
| 13   | Ted Ligety               | 85     |
| 14   | Matteo Marsaglia         | 76     |
| 15   | Andreas Romar            | 63     |
| 16   | Bode Miller              | 60     |
| 17   | Peter Fill               | 58     |
| 18   | Dominik Paris            | 56     |
| 19   | Carlo Janka              | 54     |
| 20   | Hannes Reichelt          | 50     |
| 21   | Björn Sieber             | 49     |
| 22   | Sébastien Pichot         | 44     |
| 23   | Didier Défago            | 40     |
| 23   | Max Franz                | 40     |
| 25   | Joachim Puchner          | 32     |

| Rang | Athletin                | Punkte |
| ---- | ----------------------- | ------ |
| 1    | Lindsey Vonn            | 180    |
| 2    | Tina Maze               | 125    |
| 3    | Nicole Hosp             | 120    |
| 4    | Maria Höfl-Riesch       | 110    |
| 5    | Kathrin Zettel          | 79     |
| 6    | Maruša Ferk             | 63     |
| 7    | Denise Feierabend       | 62     |
| 8    | Anna Fenninger          | 56     |
| 9    | Anja Pärson             | 55     |
| 10   | Elisabeth Görgl         | 50     |
| 11   | Camilla Borsotti        | 47     |
| 12   | Marie-Michèle Gagnon    | 45     |
| 13   | Lotte Smiseth Sejersted | 40     |
| 14   | Marion Pellissier       | 39     |
| 15   | Elena Curtoni           | 36     |
| 16   | Johanna Schnarf         | 32     |
| 17   | Francesca Marsaglia     | 31     |
| 18   | Elena Fanchini          | 28     |
| 19   | Wendy Holdener          | 24     |
| 20   | Federica Brignone       | 22     |
| 21   | Stefanie Moser          | 21     |
| 22   | Julia Mancuso           | 20     |
| 23   | Tessa Worley            | 18     |
| 23   | Anne-Sophie Barthet     | 18     |
| 25   | Margret Altacher        | 17     |

## Podestplatzierungen Herren

### Abfahrt
| Datum      | Ort                          | 1. Platz                                                                                   | 2. Platz                                                                                   | 3. Platz                                                                                   |
| ---------- | ---------------------------- | ------------------------------------------------------------------------------------------ | ------------------------------------------------------------------------------------------ | ------------------------------------------------------------------------------------------ |
| 26.11.2011 | Lake Louise (CAN)            | Didier Cuche                                                                               | Beat Feuz                                                                                  | Hannes Reichelt                                                                            |
| 02.12.2011 | Beaver Creek (USA)           | Bode Miller                                                                                | Beat Feuz                                                                                  | Klaus Kröll                                                                                |
| 17.12.2011 | Gröden (ITA)                 | Wegen starken Windes nach 21 Startern abgebrochen. Ersatzrennen am 3. Februar in Chamonix. | Wegen starken Windes nach 21 Startern abgebrochen. Ersatzrennen am 3. Februar in Chamonix. | Wegen starken Windes nach 21 Startern abgebrochen. Ersatzrennen am 3. Februar in Chamonix. |
| 29.12.2011 | Bormio (ITA)                 | Didier Défago                                                                              | Patrick Küng                                                                               | Klaus Kröll                                                                                |
| 14.01.2012 | Wengen (SUI)                 | Beat Feuz                                                                                  | Hannes Reichelt                                                                            | Christof Innerhofer                                                                        |
| 21.01.2012 | Kitzbühel (AUT)              | Didier Cuche                                                                               | Romed Baumann                                                                              | Klaus Kröll                                                                                |
| 28.01.2012 | Garmisch-Partenkirchen (GER) | Didier Cuche                                                                               | Erik Guay                                                                                  | Hannes Reichelt                                                                            |
| 03.02.2012 | Chamonix (FRA)               | Klaus Kröll                                                                                | Bode Miller                                                                                | Didier Cuche                                                                               |
| 04.02.2012 | Chamonix (FRA)               | Jan Hudec                                                                                  | Romed Baumann                                                                              | Erik Guay                                                                                  |
| 11.02.2012 | Krasnaja Poljana (RUS)       | Beat Feuz                                                                                  | Benjamin Thomsen                                                                           | Adrien Théaux                                                                              |
| 03.03.2012 | Kvitfjell (NOR)              | Klaus Kröll                                                                                | Kjetil Jansrud                                                                             | Aksel Lund Svindal                                                                         |
| 14.03.2012 | Schladming (AUT)             | Aksel Lund Svindal                                                                         | Beat Feuz                                                                                  | Hannes Reichelt                                                                            |

### Super-G
| Datum      | Ort                          | 1. Platz                                                                           | 2. Platz                                                                           | 3. Platz                                                                           |
| ---------- | ---------------------------- | ---------------------------------------------------------------------------------- | ---------------------------------------------------------------------------------- | ---------------------------------------------------------------------------------- |
| 27.11.2011 | Lake Louise (CAN)            | Aksel Lund Svindal                                                                 | Didier Cuche                                                                       | Adrien Théaux                                                                      |
| 03.12.2011 | Beaver Creek (USA)           | Sandro Viletta                                                                     | Aksel Lund Svindal                                                                 | Beat Feuz                                                                          |
| 16.12.2011 | Gröden (ITA)                 | Beat Feuz                                                                          | Bode Miller                                                                        | Kjetil Jansrud                                                                     |
| 20.01.2012 | Kitzbühel (AUT)              | Wegen Regen und Schneefall abgesagt. Ersatzrennen am 24. Februar in Crans Montana. | Wegen Regen und Schneefall abgesagt. Ersatzrennen am 24. Februar in Crans Montana. | Wegen Regen und Schneefall abgesagt. Ersatzrennen am 24. Februar in Crans Montana. |
| 29.01.2012 | Garmisch-Partenkirchen (GER) | Wegen Nebel abgesagt. Ersatzrennen am 2. März in Kvitfjell.                        | Wegen Nebel abgesagt. Ersatzrennen am 2. März in Kvitfjell.                        | Wegen Nebel abgesagt. Ersatzrennen am 2. März in Kvitfjell.                        |
| 24.02.2012 | Crans-Montana (SUI)          | Didier Cuche                                                                       | Jan Hudec                                                                          | Benjamin Raich                                                                     |
| 25.02.2012 | Crans-Montana (SUI)          | Benjamin Raich                                                                     | Adrien Théaux                                                                      | Didier Cuche                                                                       |
| 02.03.2012 | Kvitfjell (NOR)              | Beat Feuz Klaus Kröll                                                              |                                                                                    | Kjetil Jansrud                                                                     |
| 04.03.2012 | Kvitfjell (NOR)              | Kjetil Jansrud                                                                     | Aksel Lund Svindal                                                                 | Beat Feuz                                                                          |
| 15.03.2012 | Schladming (AUT)             | Christof Innerhofer                                                                | Alexis Pinturault                                                                  | Marcel Hirscher                                                                    |

### Riesenslalom
| Datum      | Ort                 | 1. Platz                                                                   | 2. Platz                                                                   | 3. Platz                                                                   |
| ---------- | ------------------- | -------------------------------------------------------------------------- | -------------------------------------------------------------------------- | -------------------------------------------------------------------------- |
| 23.10.2011 | Sölden (AUT)        | Ted Ligety                                                                 | Alexis Pinturault                                                          | Philipp Schörghofer                                                        |
| 04.12.2011 | Beaver Creek (USA)  | Marcel Hirscher                                                            | Ted Ligety                                                                 | Fritz Dopfer                                                               |
| 06.12.2011 | Beaver Creek (USA)  | Ted Ligety                                                                 | Marcel Hirscher                                                            | Kjetil Jansrud                                                             |
| 10.12.2011 | Val-d’Isère (FRA)   | Wegen Schneemangels abgesagt. Ersatzrennen am 6. Dezember in Beaver Creek. | Wegen Schneemangels abgesagt. Ersatzrennen am 6. Dezember in Beaver Creek. | Wegen Schneemangels abgesagt. Ersatzrennen am 6. Dezember in Beaver Creek. |
| 18.12.2011 | Alta Badia (ITA)    | Massimiliano Blardone                                                      | Hannes Reichelt                                                            | Philipp Schörghofer                                                        |
| 07.01.2012 | Adelboden (SUI)     | Marcel Hirscher                                                            | Benjamin Raich                                                             | Massimiliano Blardone                                                      |
| 18.02.2012 | Bansko (BUL)        | Marcel Hirscher                                                            | Massimiliano Blardone                                                      | Marcel Mathis                                                              |
| 26.02.2012 | Crans-Montana (SUI) | Massimiliano Blardone                                                      | Marcel Hirscher                                                            | Hannes Reichelt                                                            |
| 10.03.2012 | Kranjska Gora (SLO) | Ted Ligety                                                                 | Alexis Pinturault                                                          | Marcel Hirscher                                                            |
| 17.03.2012 | Schladming (AUT)    | Marcel Hirscher                                                            | Hannes Reichelt                                                            | Marcel Mathis                                                              |

### Slalom
| Datum      | Ort                 | 1. Platz                                                                                     | 2. Platz                                                                                     | 3. Platz                                                                                     |
| ---------- | ------------------- | -------------------------------------------------------------------------------------------- | -------------------------------------------------------------------------------------------- | -------------------------------------------------------------------------------------------- |
| 13.11.2011 | Levi (FIN)          | Wegen Schneemangels und zu warmen Wetters abgesagt. Ersatzrennen am 21. Dezember in Flachau. | Wegen Schneemangels und zu warmen Wetters abgesagt. Ersatzrennen am 21. Dezember in Flachau. | Wegen Schneemangels und zu warmen Wetters abgesagt. Ersatzrennen am 21. Dezember in Flachau. |
| 08.12.2011 | Beaver Creek (USA)  | Ivica Kostelić                                                                               | Cristian Deville                                                                             | Marcel Hirscher                                                                              |
| 11.12.2011 | Val-d’Isère (FRA)   | Wegen Schneemangels abgesagt. Ersatzrennen am 8. Dezember in Beaver Creek.                   | Wegen Schneemangels abgesagt. Ersatzrennen am 8. Dezember in Beaver Creek.                   | Wegen Schneemangels abgesagt. Ersatzrennen am 8. Dezember in Beaver Creek.                   |
| 19.12.2011 | Alta Badia (ITA)    | Marcel Hirscher                                                                              | Giuliano Razzoli                                                                             | Felix Neureuther                                                                             |
| 21.12.2011 | Flachau (AUT)       | Ivica Kostelić                                                                               | André Myhrer                                                                                 | Cristian Deville                                                                             |
| 05.01.2012 | Zagreb (CRO)        | Marcel Hirscher                                                                              | Felix Neureuther                                                                             | Ivica Kostelić                                                                               |
| 08.01.2012 | Adelboden (SUI)     | Marcel Hirscher                                                                              | Ivica Kostelić                                                                               | Stefano Gross                                                                                |
| 15.01.2012 | Wengen (SUI)        | Ivica Kostelić                                                                               | André Myhrer                                                                                 | Fritz Dopfer                                                                                 |
| 22.01.2012 | Kitzbühel (AUT)     | Cristian Deville                                                                             | Mario Matt                                                                                   | Ivica Kostelić                                                                               |
| 24.01.2012 | Schladming (AUT)    | Marcel Hirscher                                                                              | Stefano Gross                                                                                | Mario Matt                                                                                   |
| 19.02.2012 | Bansko (BUL)        | Marcel Hirscher                                                                              | André Myhrer                                                                                 | Stefano Gross                                                                                |
| 11.03.2012 | Kranjska Gora (SLO) | André Myhrer                                                                                 | Cristian Deville                                                                             | Alexis Pinturault                                                                            |
| 18.03.2012 | Schladming (AUT)    | André Myhrer                                                                                 | Felix Neureuther                                                                             | Mario Matt                                                                                   |

### Super-Kombination
| Datum      | Ort                    | 1. Platz       | 2. Platz          | 3. Platz                 |
| ---------- | ---------------------- | -------------- | ----------------- | ------------------------ |
| 13.01.2012 | Wengen (SUI)           | Ivica Kostelić | Beat Feuz         | Bode Miller              |
| 05.02.2012 | Chamonix (FRA)         | Romed Baumann  | Alexis Pinturault | Beat Feuz                |
| 12.02.2012 | Krasnaja Poljana (RUS) | Ivica Kostelić | Beat Feuz         | Thomas Mermillod Blondin |

### Kombination
| Datum          | Ort             | 1. Platz       | 2. Platz  | 3. Platz          |
| -------------- | --------------- | -------------- | --------- | ----------------- |
| 21./22.01.2012 | Kitzbühel (AUT) | Ivica Kostelić | Beat Feuz | Silvan Zurbriggen |

### City Event
Zählt nur für die Gesamtwertung.
| Datum      | Ort           | 1. Platz                                                               | 2. Platz                                                               | 3. Platz                                                               |
| ---------- | ------------- | ---------------------------------------------------------------------- | ---------------------------------------------------------------------- | ---------------------------------------------------------------------- |
| 01.01.2012 | München (GER) | Wegen Schneemangels und zu warmen Wetters abgesagt. Kein Ersatzrennen. | Wegen Schneemangels und zu warmen Wetters abgesagt. Kein Ersatzrennen. | Wegen Schneemangels und zu warmen Wetters abgesagt. Kein Ersatzrennen. |
| 21.02.2012 | Moskau (RUS)  | Alexis Pinturault                                                      | Felix Neureuther                                                       | André Myhrer                                                           |

## Podestplatzierungen Damen

### Abfahrt
| Datum      | Ort                          | 1. Platz                                          | 2. Platz                                          | 3. Platz                                          |
| ---------- | ---------------------------- | ------------------------------------------------- | ------------------------------------------------- | ------------------------------------------------- |
| 02.12.2011 | Lake Louise (CAN)            | Lindsey Vonn                                      | Tina Weirather                                    | Dominique Gisin                                   |
| 03.12.2011 | Lake Louise (CAN)            | Lindsey Vonn                                      | Marie Marchand-Arvier                             | Elisabeth Görgl                                   |
| 07.01.2012 | Bad Kleinkirchheim (AUT)     | Elisabeth Görgl                                   | Julia Mancuso                                     | Fabienne Suter                                    |
| 14.01.2012 | Cortina d’Ampezzo (ITA)      | Daniela Merighetti                                | Lindsey Vonn                                      | Maria Höfl-Riesch                                 |
| 28.01.2012 | St. Moritz (SUI)             | Lindsey Vonn                                      | Maria Höfl-Riesch                                 | Tina Weirather                                    |
| 04.02.2012 | Garmisch-Partenkirchen (GER) | Lindsey Vonn                                      | Nadja Kamer                                       | Tina Weirather                                    |
| 18.02.2012 | Krasnaja Poljana (RUS)       | Maria Höfl-Riesch                                 | Elisabeth Görgl                                   | Lindsey Vonn                                      |
| 25.02.2012 | Bansko (BUL)                 | Wegen starken Windes abgesagt. Kein Ersatzrennen. | Wegen starken Windes abgesagt. Kein Ersatzrennen. | Wegen starken Windes abgesagt. Kein Ersatzrennen. |
| 14.03.2012 | Schladming (AUT)             | Lindsey Vonn                                      | Marion Rolland                                    | Tina Maze                                         |

### Super-G
| Datum      | Ort                          | 1. Platz                                                                   | 2. Platz                                                                   | 3. Platz                                                                   |
| ---------- | ---------------------------- | -------------------------------------------------------------------------- | -------------------------------------------------------------------------- | -------------------------------------------------------------------------- |
| 04.12.2011 | Lake Louise (CAN)            | Lindsey Vonn                                                               | Anna Fenninger                                                             | Julia Mancuso                                                              |
| 07.12.2011 | Beaver Creek (USA)           | Lindsey Vonn                                                               | Fabienne Suter                                                             | Anna Fenninger                                                             |
| 10.12.2011 | Val-d’Isère (FRA)            | Wegen Schneemangels abgesagt. Ersatzrennen am 7. Dezember in Beaver Creek. | Wegen Schneemangels abgesagt. Ersatzrennen am 7. Dezember in Beaver Creek. | Wegen Schneemangels abgesagt. Ersatzrennen am 7. Dezember in Beaver Creek. |
| 08.01.2012 | Bad Kleinkirchheim (AUT)     | Fabienne Suter                                                             | Tina Maze                                                                  | Anna Fenninger                                                             |
| 15.01.2012 | Cortina d’Ampezzo (ITA)      | Lindsey Vonn                                                               | Maria Höfl-Riesch                                                          | Tina Maze                                                                  |
| 05.02.2012 | Garmisch-Partenkirchen (GER) | Julia Mancuso                                                              | Anna Fenninger                                                             | Tina Weirather                                                             |
| 26.02.2012 | Bansko (BUL)                 | Lindsey Vonn                                                               | Tina Weirather                                                             | Daniela Merighetti                                                         |
| 15.03.2012 | Schladming (AUT)             | Viktoria Rebensburg                                                        | Julia Mancuso                                                              | Marion Rolland                                                             |

### Riesenslalom
| Datum      | Ort                   | 1. Platz                                                                      | 2. Platz                                                                      | 3. Platz                                                                      |
| ---------- | --------------------- | ----------------------------------------------------------------------------- | ----------------------------------------------------------------------------- | ----------------------------------------------------------------------------- |
| 22.10.2011 | Sölden (AUT)          | Lindsey Vonn                                                                  | Viktoria Rebensburg                                                           | Elisabeth Görgl                                                               |
| 26.11.2011 | Aspen (USA)           | Viktoria Rebensburg                                                           | Elisabeth Görgl                                                               | Julia Mancuso                                                                 |
| 18.12.2011 | Courchevel (FRA)      | Wegen großer Neuschneemengen abgesagt. Ersatzrennen am 10. Februar in Soldeu. | Wegen großer Neuschneemengen abgesagt. Ersatzrennen am 10. Februar in Soldeu. | Wegen großer Neuschneemengen abgesagt. Ersatzrennen am 10. Februar in Soldeu. |
| 28.12.2011 | Lienz (AUT)           | Anna Fenninger                                                                | Federica Brignone                                                             | Tessa Worley                                                                  |
| 21.01.2012 | Kranjska Gora (SLO) * | Tessa Worley                                                                  | Federica Brignone                                                             | Viktoria Rebensburg                                                           |
| 10.02.2012 | Soldeu (AND)          | Wegen starken Windes abgesagt. Ersatzrennen am 2. März in Ofterschwang.       | Wegen starken Windes abgesagt. Ersatzrennen am 2. März in Ofterschwang.       | Wegen starken Windes abgesagt. Ersatzrennen am 2. März in Ofterschwang.       |
| 12.02.2012 | Soldeu (AND)          | Tessa Worley                                                                  | Tina Maze                                                                     | Maria Höfl-Riesch                                                             |
| 02.03.2012 | Ofterschwang (GER)    | Viktoria Rebensburg                                                           | Tina Maze                                                                     | Irene Curtoni Elisabeth Görgl                                                 |
| 03.03.2012 | Ofterschwang (GER)    | Viktoria Rebensburg                                                           | Lindsey Vonn                                                                  | Tina Maze                                                                     |
| 09.03.2012 | Åre (SWE)             | Lindsey Vonn                                                                  | Federica Brignone                                                             | Viktoria Rebensburg                                                           |
| 18.03.2012 | Schladming (AUT)      | Viktoria Rebensburg                                                           | Anna Fenninger                                                                | Federica Brignone                                                             |

* Wegen Schneemangels von Maribor nach Kranjska Gora verlegt.

### Slalom
| Datum      | Ort                   | 1. Platz                                                                                     | 2. Platz                                                                                     | 3. Platz                                                                                     |
| ---------- | --------------------- | -------------------------------------------------------------------------------------------- | -------------------------------------------------------------------------------------------- | -------------------------------------------------------------------------------------------- |
| 12.11.2011 | Levi (FIN)            | Wegen Schneemangels und zu warmen Wetters abgesagt. Ersatzrennen am 20. Dezember in Flachau. | Wegen Schneemangels und zu warmen Wetters abgesagt. Ersatzrennen am 20. Dezember in Flachau. | Wegen Schneemangels und zu warmen Wetters abgesagt. Ersatzrennen am 20. Dezember in Flachau. |
| 27.11.2011 | Aspen (USA)           | Marlies Schild                                                                               | Maria Pietilä Holmner                                                                        | Maria Höfl-Riesch                                                                            |
| 18.12.2011 | Courchevel (FRA)      | Marlies Schild                                                                               | Tanja Poutiainen                                                                             | Kathrin Zettel                                                                               |
| 20.12.2011 | Flachau (AUT)         | Marlies Schild                                                                               | Maria Höfl-Riesch                                                                            | Tina Maze                                                                                    |
| 29.12.2011 | Lienz (AUT)           | Marlies Schild                                                                               | Tina Maze                                                                                    | Mikaela Shiffrin                                                                             |
| 03.01.2012 | Zagreb (CRO)          | Marlies Schild                                                                               | Tina Maze                                                                                    | Michaela Kirchgasser                                                                         |
| 22.01.2012 | Kranjska Gora (SLO) * | Michaela Kirchgasser                                                                         | Tanja Poutiainen                                                                             | Veronika Zuzulová                                                                            |
| 11.02.2012 | Soldeu (AND)          | Marlies Schild                                                                               | Frida Hansdotter                                                                             | Kathrin Zettel                                                                               |
| 04.03.2012 | Ofterschwang (GER)    | Erin Mielzynski                                                                              | Resi Stiegler                                                                                | Marlies Schild                                                                               |
| 10.03.2012 | Åre (SWE)             | Maria Höfl-Riesch                                                                            | Veronika Zuzulová                                                                            | Marie-Michèle Gagnon                                                                         |
| 17.03.2012 | Schladming (AUT)      | Michaela Kirchgasser                                                                         | Veronika Zuzulová                                                                            | Marlies Schild                                                                               |

* Wegen Schneemangels von Maribor nach Kranjska Gora verlegt.

### Super-Kombination
| Datum      | Ort                    | 1. Platz                                                                | 2. Platz                                                                | 3. Platz                                                                |
| ---------- | ---------------------- | ----------------------------------------------------------------------- | ----------------------------------------------------------------------- | ----------------------------------------------------------------------- |
| 11.12.2011 | Val-d’Isère (FRA)      | Wegen Schneemangels abgesagt. Ersatzrennen am 27. Januar in St. Moritz. | Wegen Schneemangels abgesagt. Ersatzrennen am 27. Januar in St. Moritz. | Wegen Schneemangels abgesagt. Ersatzrennen am 27. Januar in St. Moritz. |
| 27.01.2012 | St. Moritz (SUI)       | Lindsey Vonn                                                            | Tina Maze                                                               | Nicole Hosp                                                             |
| 29.01.2012 | St. Moritz (SUI)       | Maria Höfl-Riesch                                                       | Lindsey Vonn                                                            | Nicole Hosp                                                             |
| 19.02.2012 | Krasnaja Poljana (RUS) | Wegen schlechter Pistenverhältnisse abgesagt. Kein Ersatzrennen.        | Wegen schlechter Pistenverhältnisse abgesagt. Kein Ersatzrennen.        | Wegen schlechter Pistenverhältnisse abgesagt. Kein Ersatzrennen.        |

### City Event
Zählt nur für die Gesamtwertung.
| Datum      | Ort           | 1. Platz                                                               | 2. Platz                                                               | 3. Platz                                                               |
| ---------- | ------------- | ---------------------------------------------------------------------- | ---------------------------------------------------------------------- | ---------------------------------------------------------------------- |
| 01.01.2012 | München (GER) | Wegen Schneemangels und zu warmen Wetters abgesagt. Kein Ersatzrennen. | Wegen Schneemangels und zu warmen Wetters abgesagt. Kein Ersatzrennen. | Wegen Schneemangels und zu warmen Wetters abgesagt. Kein Ersatzrennen. |
| 21.02.2012 | Moskau (RUS)  | Julia Mancuso                                                          | Michaela Kirchgasser                                                   | Lindsey Vonn                                                           |

## Teamwettbewerb
| Datum      | Ort              | 1. Platz                                                                        | 2. Platz                                                      | 3. Platz                                                             |
| ---------- | ---------------- | ------------------------------------------------------------------------------- | ------------------------------------------------------------- | -------------------------------------------------------------------- |
| 16.03.2012 | Schladming (AUT) | ÖsterreichEva-Maria Brem Michaela Kirchgasser Marcel Mathis Philipp Schörghofer | SchweizLara Gut Wendy Holdener Markus Vogel Silvan Zurbriggen | SchwedenTherese Borssén Frida Hansdotter Mattias Hargin André Myhrer |

## Nationencup
| Rang | Land               | Punkte |
| ---- | ------------------ | ------ |
| 1    | Österreich         | 13676  |
| 2    | Italien            | 6907   |
| 3    | Schweiz            | 6503   |
| 4    | Vereinigte Staaten | 6268   |
| 5    | Frankreich         | 6131   |
| 6    | Deutschland        | 4297   |
| 7    | Schweden           | 3805   |
| 8    | Norwegen           | 2425   |
| 9    | Kanada             | 2370   |
| 10   | Slowenien          | 2112   |
| 11   | Kroatien           | 1173   |
| 12   | Finnland           | 860    |
| 13   | Liechtenstein      | 691    |
| 14   | Slowakei           | 397    |
| 15   | Tschechien         | 304    |
| 16   | Japan              | 169    |
| 17   | Spanien            | 97     |
| 18   | Russland           | 58     |
| 19   | Bulgarien          | 26     |
| 20   | Monaco             | 8      |
| 21   | Belarus            | 6      |
| 22   | Argentinien        | 5      |
| 22   | Polen              | 5      |
| 24   | Ungarn             | 1      |

| Rang | Land               | Punkte |
| ---- | ------------------ | ------ |
| 1    | Österreich         | 7767   |
| 2    | Schweiz            | 4472   |
| 3    | Italien            | 3861   |
| 4    | Frankreich         | 3736   |
| 5    | Norwegen           | 2247   |
| 6    | Vereinigte Staaten | 2219   |
| 7    | Schweden           | 1850   |
| 8    | Kanada             | 1727   |
| 9    | Deutschland        | 1327   |
| 10   | Kroatien           | 1173   |
| 11   | Slowenien          | 449    |
| 12   | Finnland           | 383    |
| 13   | Tschechien         | 169    |
| 14   | Japan              | 154    |
| 15   | Russland           | 43     |
| 16   | Bulgarien          | 26     |
| 17   | Belarus            | 6      |
| 18   | Argentinien        | 5      |
| 18   | Polen              | 5      |

| Rang | Land               | Punkte |
| ---- | ------------------ | ------ |
| 1    | Österreich         | 5909   |
| 2    | Vereinigte Staaten | 4049   |
| 3    | Italien            | 3046   |
| 4    | Deutschland        | 2970   |
| 5    | Frankreich         | 2395   |
| 6    | Schweiz            | 2031   |
| 7    | Schweden           | 1955   |
| 8    | Slowenien          | 1663   |
| 9    | Liechtenstein      | 691    |
| 10   | Kanada             | 643    |
| 11   | Finnland           | 477    |
| 12   | Slowakei           | 397    |
| 13   | Norwegen           | 178    |
| 14   | Tschechien         | 135    |
| 15   | Spanien            | 97     |
| 16   | Japan              | 15     |
| 16   | Russland           | 15     |
| 18   | Monaco             | 8      |
| 19   | Ungarn             | 1      |

## Saisonverlauf

### Absagen, Verschiebungen
- Da die Slaloms der Damen und Herren in Levi entfielen, wurden diese am 20./21. Dezember in Flachau nachgeholt, wobei diese beide als Nachtsessions (Start zum ersten Lauf jeweils um 15.30 h) ausgetragen wurden.
- Die Damenrennen in Soldeu wurden getauscht; statt des Riesenslaloms wurde zuerst der Slalom gefahren.

### Sonstige Ereignisse
- Als Nachtrennen wurden die Slaloms der Damen (Start 15 h) und Herren (Start 14.30 h) in Zagreb sowie traditionsgemäß der Herrenslalom in Schladming (Start 17.45 h) ausgetragen.

### Premierensiege
Herren:
- Sandro Viletta gelang am 3. Dezember beim Super-G in Beaver Creek sein erster und einziger Sieg in einem Weltcuprennen.
- Ausgerechnet beim „prestigeträchtigen“ Slalom am Ganslernhang in Kitzbühel (22. Januar) vermochte der mittlerweile schon 31-jährige Cristian Deville seinen ersten (und einzigen) Sieg zu realisieren.
- Der eher aus dem Riesenslalom bekannte Kjetil Jansrud (Olympiasilber 2010) bestätigte seine Entwicklung zu einem „Speedfahrer“ mit seinem Premierensieg im Super-G in Kvitfjell am 4. März.

Damen:
- Die Kombinationsweltmeisterin Anna Fenninger fuhr mit Start-Nr. 16 beim Riesenslalom in Lienz am 28. Dezember von Rang 6 zu ihrem ersten Sieg.
- Erin Mielzynski lieferte beim Slalom im März-Schnee in Ofterschwang (4. März) eine Überraschung (Start-Nr. 24), als sie als Fünfte nach dem ersten Lauf ihren ersten und einzigen Sieg einfuhr (und damit erstmals seit Betsy Clifford am 21. Januar 1971 für Kanada einen Damenslalom gewann).
- Daniela Merighetti konnte in „höherem“ Alter (wenige Monate vor ihrem 30. Geburtstag) am 14. Januar in der Abfahrt von Cortina d’Ampezzo ihren ersten und einzigen Sieg holen.

### Weltcupentscheidungen
Marcel Hirscher gewann erstmals in seiner Karriere und praktisch am selben Tag (17. März) zwei «Weltcupkugeln»: Vorerst jene im Riesenslalom, wobei er mit seinem Sieg den Konkurrenten Beat Feuz um 25 Punkte überholte, zudem der Ausfall des Schweizers im vortägigen Super-G (bei gleichzeitig Rang 3 für Hirscher) sehr entscheidend war(en). Da Feuz auf Grund des Rückstandes bekanntgab, beim abschließenden Slalom nicht zu starten, ging auch die «große Kugel» an den Salzburger, womit nach Benjamin Raich 2005/06 der Herren-Gesamtweltcupsieg wieder von einem Österreich gewonnen wurde.
Lindsey Vonn erzielte mit 1980 Punkten einen neuen Saisonpunkterekord bei den Damen und übertraf die bisher von Janica Kostelić gehaltene Bestmarke um zehn Punkte. Den Allzeitrerekord von Hermann Maier (2000 Punkte in der Saison 1999/2000) verpasste sie jedoch knapp, weil ihr in den Finalrennen in Schladming zwei Missgeschicke (Fehler im Super-G und verlorener Stock im zweiten Durchgang des Slaloms) unterliefen.

### Karriereende
| Herren - Mario Scheiber - Hans Grugger - Christoph Dreier - Patrick Bechter - François Bourque - Patrick Biggs - Kalle Palander - Patrick Staudacher - Alberto Schieppati - Stefan Thanei - Didier Cuche - Ambrosi Hoffmann - Ralf Kreuzer - Patrik Järbyn - Aleš Gorza - Jimmy Cochran | Damen - Ana Jelušić - Lucia Recchia - Anja Pärson - Sarah Schleper (seit 2014 wieder für Mexiko aktiv) |